# (5011) Ptah
(5011) Ptah est un astéroïde Apollon et aréocroiseur à l'orbite très excentrique, découvert en 1960 et nommé d'après le dieu égyptien Ptah.
Il est passé ou passera à moins de 30 millions de km (0,2 UA) de la Terre 15 fois entre 1900 et 2100, la dernière fois le 21 janvier 2007, à 29,6 millions de km. Le prochain rapprochement aura lieu en 2027, à 28,6 millions de km.